# Port de Cap Roig

Contrasenya de la província marítima d'Alacant a la qual pertany.

El Port Cap Roig se situa al municipi d'Oriola, a la comarca del Baix Segura (País Valencià). Compta amb 207 amarratges esportius, per a una eslora màxima permesa de 12 m, i el seu calat en bocana és de 2,5 a 3 m.

## Distàncies a ports propers
- Reial Club Nàutic de Torrevella 7 mn
- Port Esportiu Les Dunes 13 mn
- Port Esportiu Tomás Maestre 13,5 mn
- Club Nàutic de Santa Pola 21 mn